# Frei (Polarkreis-18-Album)
Frei ist das vierte Album der Dresdner Band Polarkreis 18 und wurde am 26. November 2010 veröffentlicht. Es wurde als Reaktion auf den großen Erfolg des dritten Albums The Colour of Snow direkt nach dessen Erscheinen in Angriff genommen. An den kommerziellen Erfolg des Vorgängeralbums konnte Frei jedoch nicht anknüpfen, es blieb das letzte Album der Band. 

## Hintergrund
Die Musik wurde zusammen mit dem Babelsberger Filmorchester aufgenommen, wobei klassische Elemente in die Popmusik eingeflossen sind. Das Album lehnt sich inhaltlich an den Liederzyklus Winterreise von Franz Schubert. an. Das Album handelt von einer Person, die die wichtigsten Stationen ihres Lebens durchläuft, angefangen mit der Geburt bis hin zum Tod.

## Titelliste
1. Frei
2. Unendliche Sinfonie
3. All That I Love
4. Deine Liebe
5. Evergreen
6. Letting Go
7. Small Space Between
8. Sleep Rocket
9. Dark And Grey
10. Elegie

## Kritiken
Das Album wurde von Kritikern gemischt aufgenommen. Laut.de, ein Portal, welches dem Vorgänger noch die Höchstpunktzahl von 5/5 verliehen hatte, vergab zwar immer noch 4/5 Punkten, betonte aber auch wie kontrovers die Musik der Band insgesamt polarisiere. Deutlich negativer – wenn auch ohne punktbasierte Wertung – äußerte sich etwa die deutsche Ausgabe des Rolling Stone, welche in dem Album "nur ein perfekt produziertes, mit großem Ehrgeiz vertontes, aber in seinem kalten Herz auf Nummer Sicher pochendes Album, das seinen Titel wie Hohn erscheinen lässt" sieht.